# Резиденция Кнессета
Резиденция Кнессета (ивр. משכן הכנסת‎) — комплекс зданий, который является резиденцией и постоянным местом деятельности Кнессета — законодательного органа Государства Израиль. Резиденция расположена в Правительственном квартале в районе Гиват-Рам в Иерусалиме. Её строительство началось в 1958 году и закончилось в 1966 году, а её стоимость составила 22 миллиона израильских фунтов. Главное здание было спроектировано архитектором Йосефом Кларвайном, а дизайн интерьера выполнен дизайнером Дорой Гад.
Главное здание имеет 6 этажей и включает в себя зал пленарных заседаний Кнессета, залы комиссий Кнессета, офисы депутатов Кнессета и их помощников и офисы отделов Кнессета, а также другие помещения, такие как библиотека Кнессета и Гостиная Шагала. Резиденция Кнессета за эти годы была дважды расширена, и к ней были добавлены два здания: «Южное здание» на юге резиденции и «Переднее здание» на востоке.

## История

### Временные сооружения

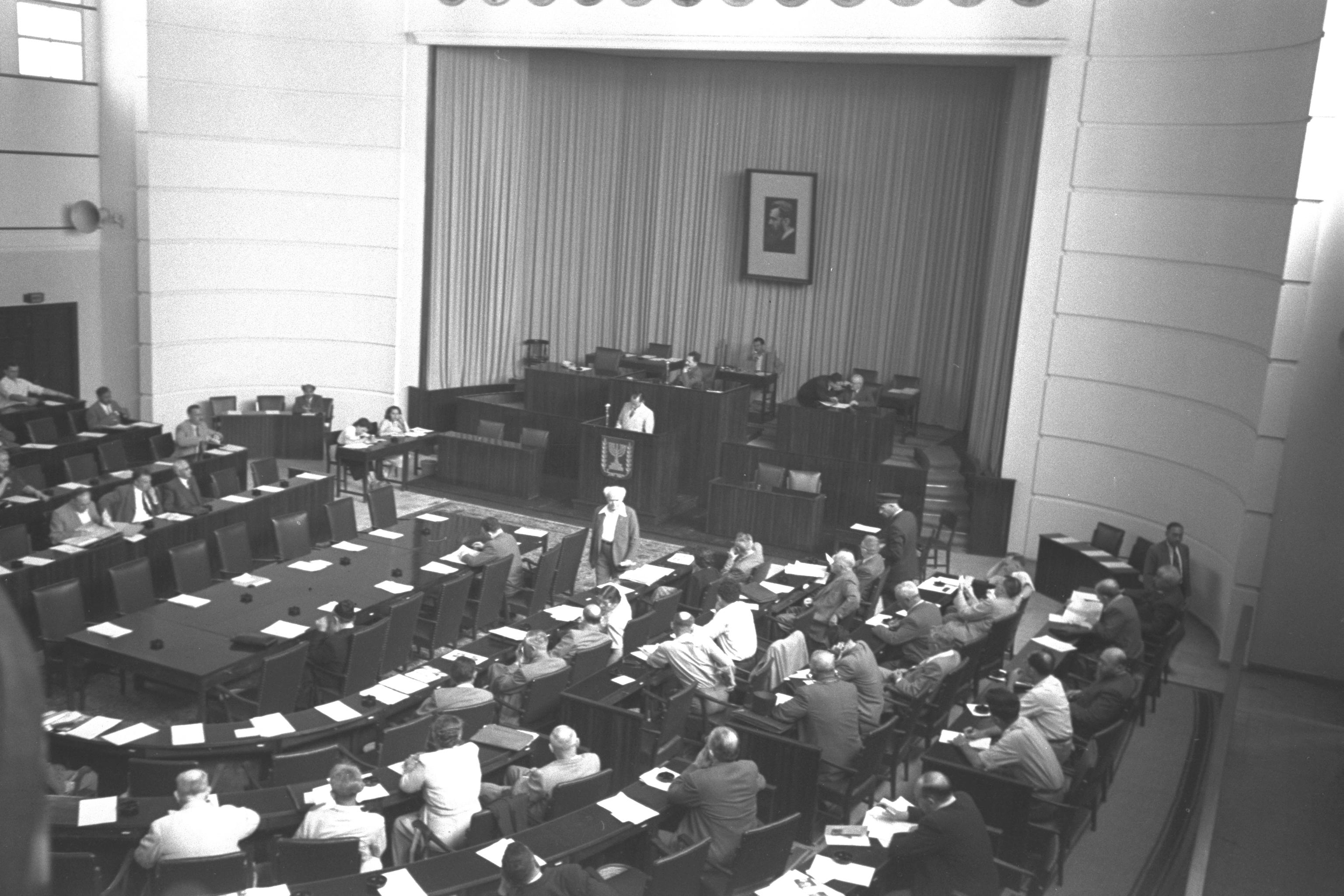
Временный зал заседаний Первого Кнессета в здании кинотеатра «Кесем» в Тель-Авиве, 1949 г.

18 апреля 1948 года был создан Народный совет, который вместе с Народной администрацией заседал в Доме независимости в Тель-Авиве до 14 мая того же года. Совет стал Временным Государственным Советом и законодательным органом нового государства. Первые четыре заседания Кнессета прошли в здании Еврейского агентства в Иерусалиме (между 14 и 17 февраля 1949 года), а с 8 марта того же года он начал собираться в Тель-Авиве. Проходившие в Тель-Авиве заседания, как первые заседания Кнессета, так и предшествовавшие ему заседания Временного Государственного Совета, проходили в нескольких местах Тель-Авива: в Доме независимости на бульваре Ротшильд, и в здании кинотеатра «Кесем» (которое позже было разрушено и на его месте была построена Оперная башня) на площади Кнессета.
9 декабря 1949 года на Генеральной Ассамблее ООН была принята Резолюция 303, одобряющая интернационализацию Иерусалима. 13 декабря 1949 года в ответ на резолюцию ООН премьер-министр Давид Бен-Гурион объявил Иерусалим столицей Израиля. 14 декабря 1949 года канцелярия премьер-министра была переведена в Иерусалим. 26 декабря 1949 года Кнессет тоже переехал в Иерусалим. Сначала он проводил свои собрания в здании Еврейского агентства, а с 13 марта 1950 года начал заседать в Бейт-Фромине в центре города.

### Первые годы

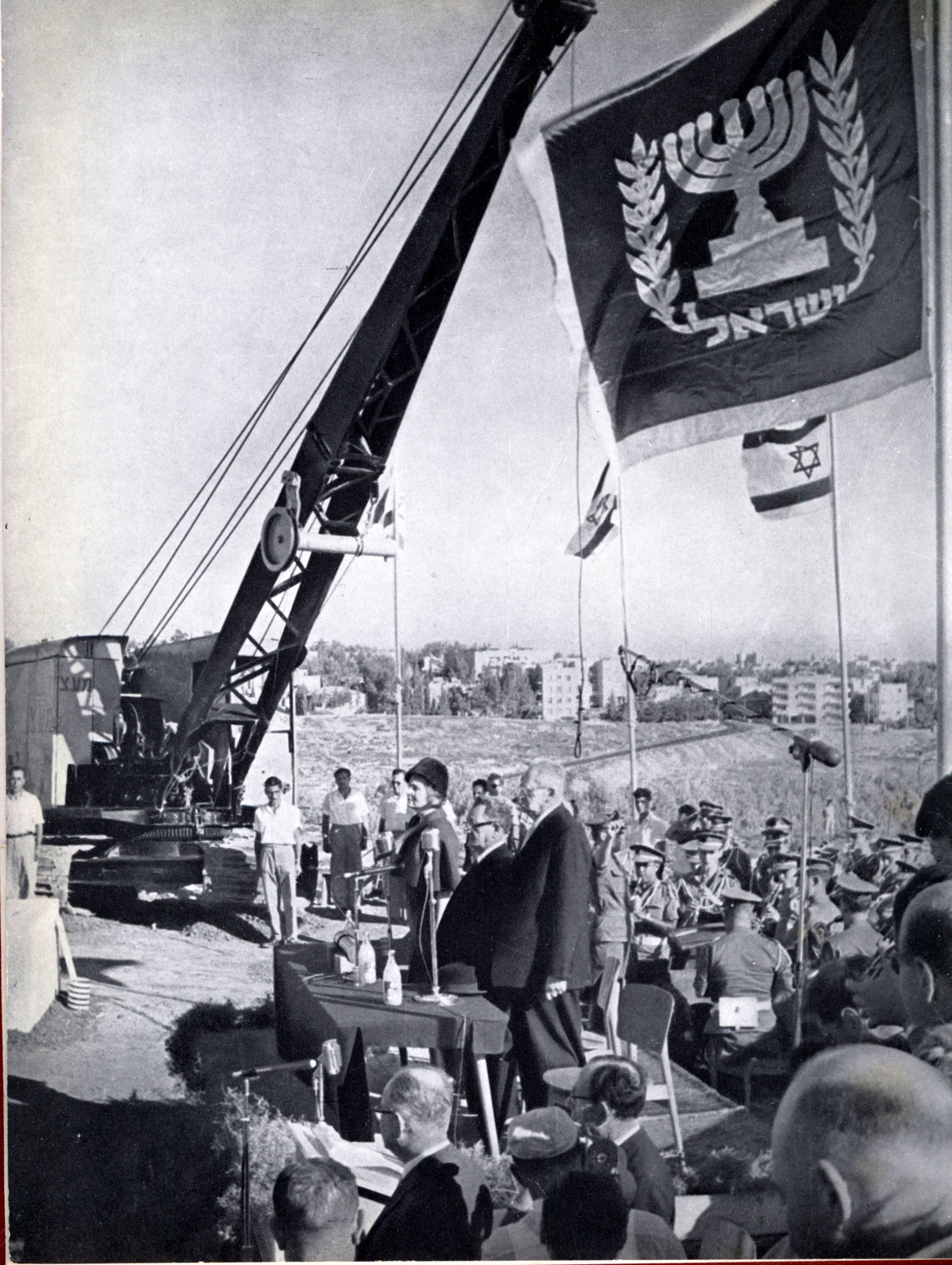
Закладка краеугольного камня Кнессета в Иерусалиме, 1958 год

Ещё в апреле 1949 года заговорили о создании резиденции Кнессета в Гиват-Раме. Изначально предлагалось построить её рядом с Международным конференц-центром, чтобы создать символическую связь между людьми, проживающими в Израиле, и еврейством диаспоры (которое раньше проводило съезды и конференции в здании Международного конференц-центра). Расположение резиденции кнессета в комплексе Правительственного квартала менялось на разных планах: на одном из них резиденция Кнессета планировалась на северо-западной стороне представительской площади, рядом с Домом президента и канцелярией премьер-министра; а в другом она расположена в центре правительственного квартала и окружена канцелярией премьер-министра, министерством иностранных дел и министерством финансов; Дом президента в этом плане расположен на холме в юго-восточной части квартала (на котором со временем был построен сам Кнессет).
Наконец, в 1955 году было решено, что резиденция кнессета должна находиться рядом с зданием правительства, на его нынешнем месте, а не внутри него, и это символизировало разделение властей и соображения дорожного движения, доступа широкой публики к инфраструктуре и режима работы Кнессета. 25 июля 1956 года был объявлен конкурс на проект главного здания, но из-за отсутствия финансирования строительства большинство архитекторов Израиля не участвовали в конкурсе. 24 июля 1957 года было объявлено, что в конкурсе победил проект архитектора Йосефа Кларвина. За девять дней до этого стало известно, что барон Джеймс де Ротшильд завещал сумму в 1,25 миллиона фунтов стерлингов (6 миллионов израильских фунтов).
Результаты конкурса вызвали бурю негодования среди архитекторов Израиля. Журналист Ури Авнери в журнале Ха-олам ха-зе опубликовал статью, в которой утверждал, что в публикации результатов конкурса есть подозрение в протекционизме и недальновидности. На заседании Национального комитета Союза архитекторов было принято решение выступить против строительства резиденции Кнессета по выбранному плану. Председатель кнессета Иосиф Шпринцак распорядился создать комитет экспертов, который окончательно принял решение в пользу программы, выигравшей конкурс.
Краеугольный камень был заложен 14 октября 1958 года в присутствии президента государства Ицхака Бен-Цви. Краеугольный камень заложила вдова дарителя, баронесса Дороти Ротшильд. Однако как сам план, так и тот факт, что победил Кларвин, оставались спорными, и поэтому к процессу планирования были привлечены другие архитекторы, в том числе Дов Карми и его сын Рам. Первоначальная смета бюджета составляла около 9 миллионов израильских фунтов, но окончательный бюджет составил более 20 миллионов фунтов. Строительство велось государственным трастовым подразделением, а главным подрядчиком выступала компания Solel Bona. Внутреннее оформление здания было поручено, среди прочего, Доре Гад. Южная стена пленум-зала, стена за возвышением председателя, была спроектирована Дани Караваном, а название произведения: «Мир Иерусалиму, и мир твоим возлюбленным».
По первоначальному плану, церемония открытия резиденции должна была состояться 15 Ава (1 августа 1966 года). Однако инаугурация Кнессета затянулась, и 22 августа 1966 года здание было официально передано из рук Уполномоченного по вопросам труда, министру труда Игаля Алона, и спикеру Кнессета, депутату Кнессета Кадишу Лузу.

#### Церемония открытия резиденции

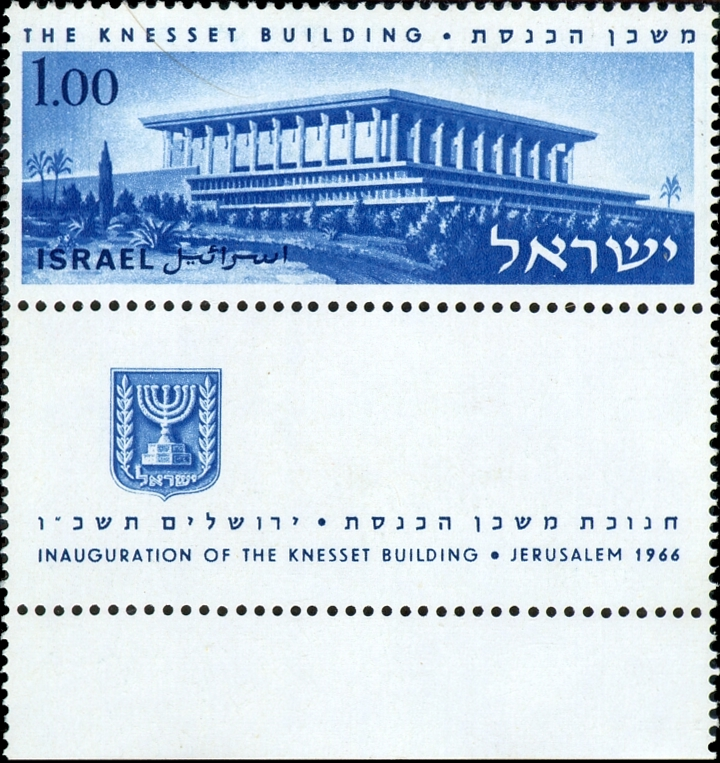
Резиденция Кнессета на израильской почтовой марке 1966 года

Строительство здания заняло пять лет, а бюджет строительства составил 22 миллиона фунтов. В феврале 1960 года государственный аудитор выявил бюджетные нарушения в строительных работах. Открытие резиденции Кнессета сопровождалось длительной серией событий, начавшейся в понедельник, 29 августа 1966 года. Десятки спикеров парламентов со всего мира начали прибывать в Израиль в аэропорт «Лод». Их встречали спикер Кнессета и его заместители. Во второй половине дня состоялась церемония, на которой улица, соединяющая здание Кнессета с улицей Каплан в правительственном квартале, была названа в честь Джеймса де Ротшильда. На церемонии присутствовали мэр Иерусалима Тедди Колек, члены городского совета и члены семьи Ротшильдов, а Давид Бен-Гурион бойкотировал мероприятие. В этот же день в Министерстве иностранных дел состоялся торжественный прием для прибывших глав парламентов. Вечером в Иерусалиме прошёл праздничный факельный парад, в котором приняли участие около 1500 молодых людей.

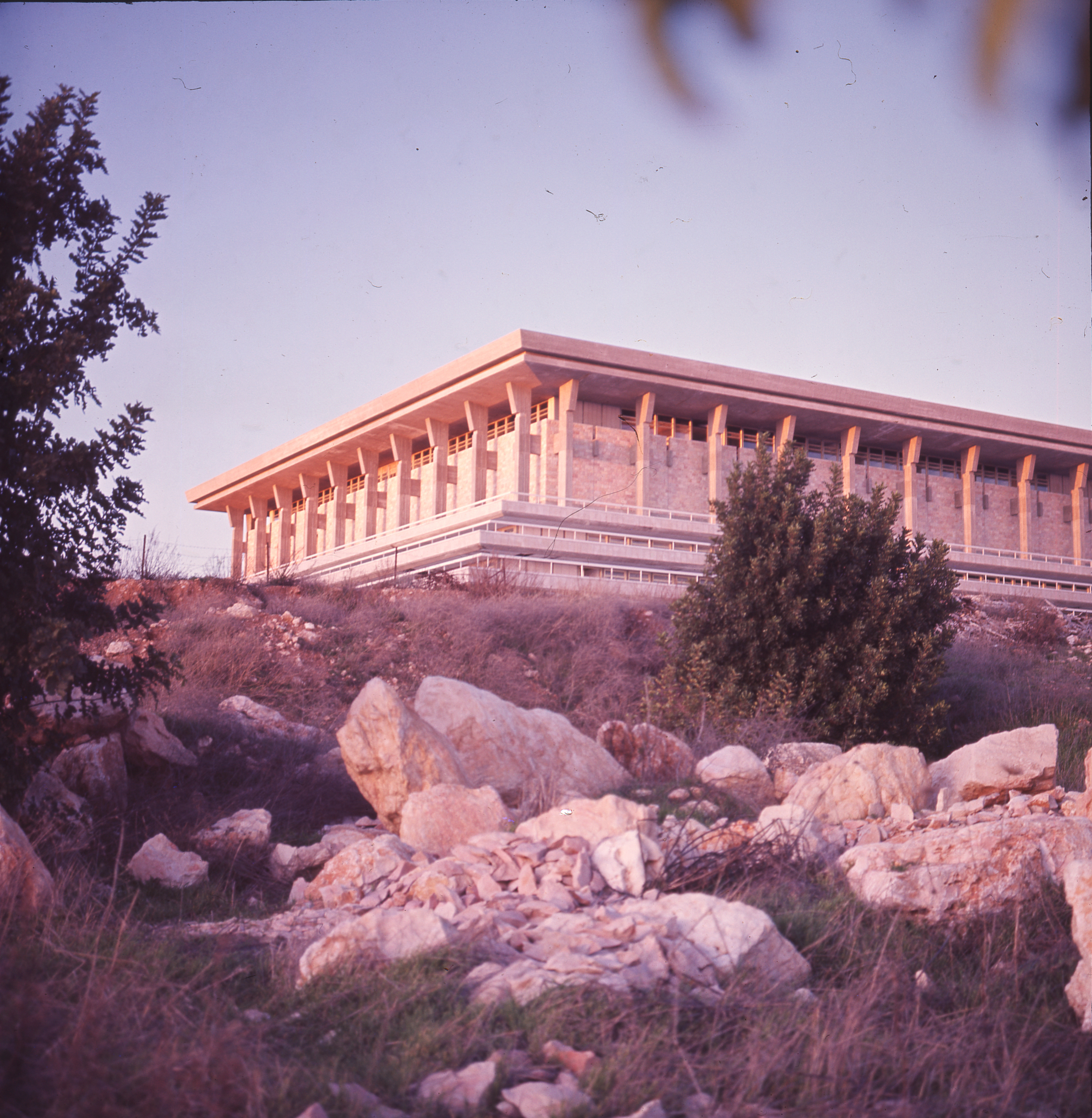
Здание Кнессета на открытии

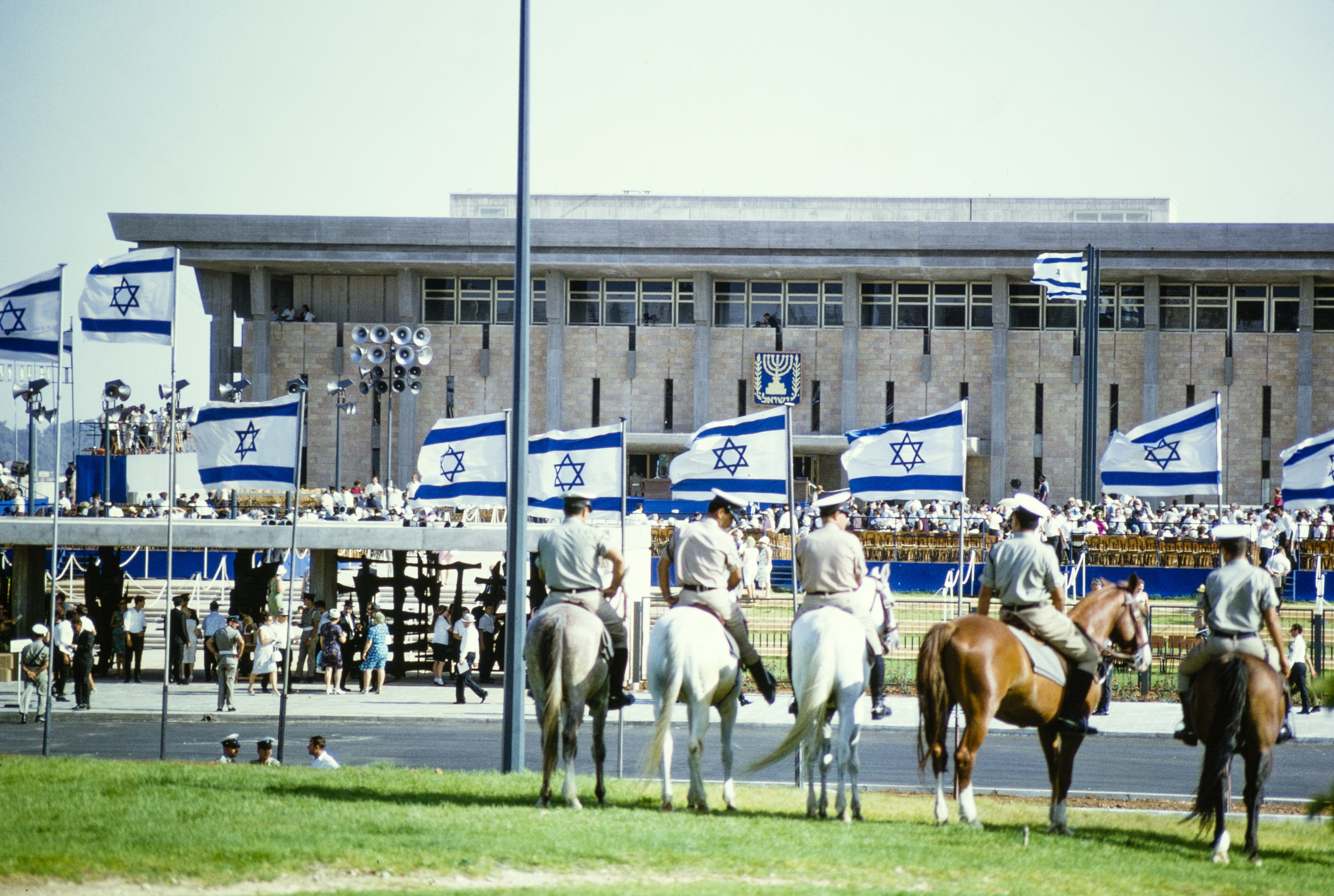
Церемония открытия резиденции Кнессета

На церемонию открытия резиденции Кнессета, состоявшуюся во вторник, 30 августа 1966 года, пришло около 5000 гостей. На следующий день утром состоялось первое праздничное заседание Кнессета в присутствии председателей иностранных парламентов. Среди гостей были Гораций Кинг, спикер Палаты представителей Великобритании, а также спикеры палат представителей от Канады, Австрии, Западной Германии, Франции, Норвегии, Швеции, Финляндии, Кот- д’Ивуара, Сьерра-Леоне, Австралии, спикер Палаты представителей Японии, члены Палаты представителей США и сенатор Уолтер Мондейл. На церемонии выступил председатель Альтинга, парламента Исландии, который считается старейшим парламентом в мире.
В 1967 году, в первый день Шестидневной войны, до того, как ЦАХАЛ ворвался в Восточный Иерусалим, иорданские солдаты обстреляли Кнессет.
Земли резиденции Кнессета принадлежали Греческой православной церкви, а в 1951 году были сданы в аренду Национальному фонду Израиля на 99 лет. В конце XX века Государство Израиль выкупило у церкви землю, на которой построены здания Кнессета.
Летом 1972 года офицер Кнессета выразил обеспокоенность тем, что башни Кирьят-Вольфсон, которые были построены в то время, могут быть использованы для стрельбы по Кнессету. В феврале 1973 года состоялось совещание Президиума Кнессета с участием министра внутренних дел, министра полиции и министра юстиции, на котором было предложено закрыть окна, выходящие на башни, и посадить деревья, чтобы скрыть Кнессет.

### Расширение резиденции

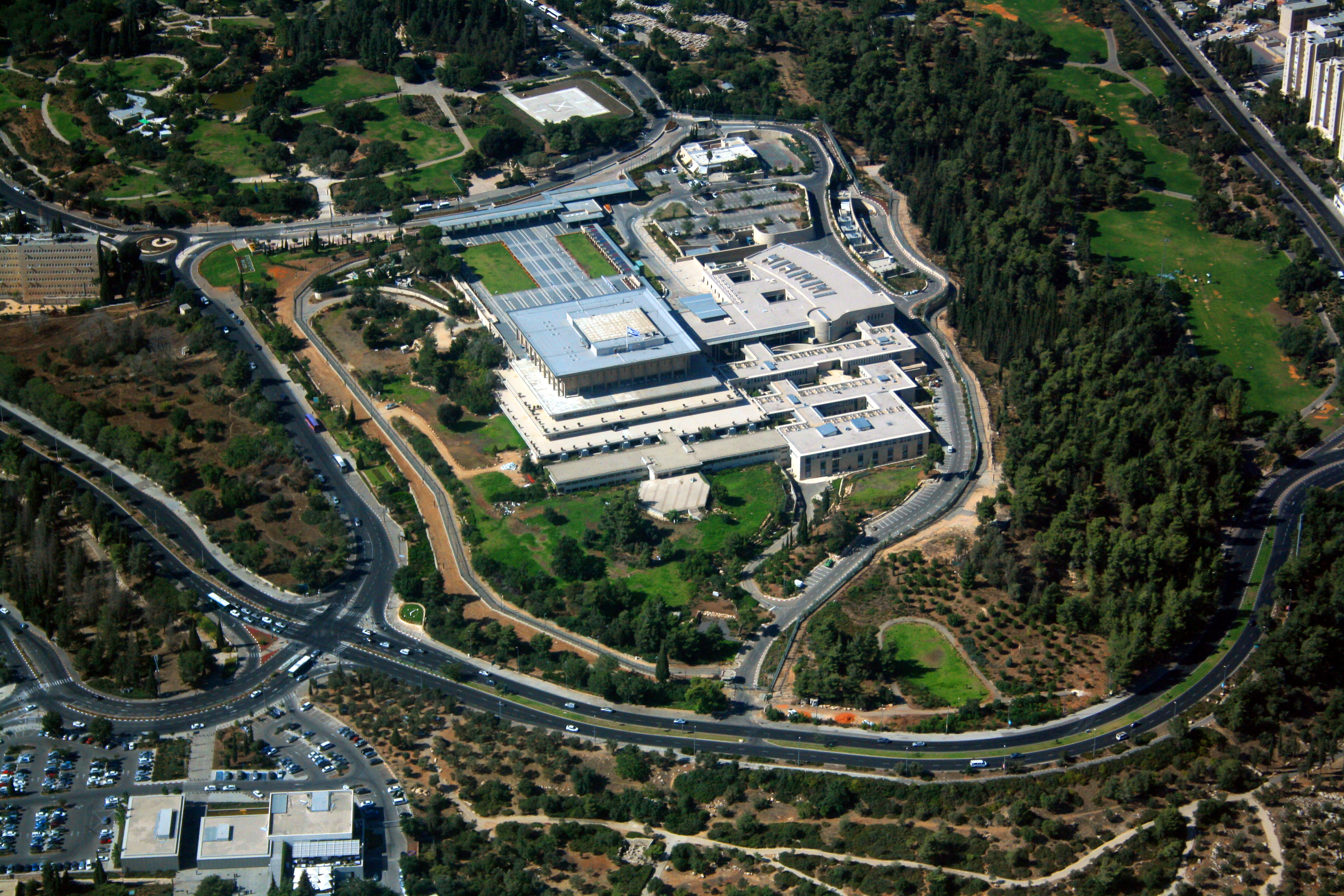
Аэрофотоснимок здания Кнессета

В декабре 2020 года было объявлено, что в Окружном комитете по планированию и строительству Иерусалима состоялось обсуждение, в ходе обсуждения обсуждалось расширение резиденции Кнессета в рамках плана «Кнессет Израиль 2040», согласно плану застройки. Ожидается, что площади, занимаемыми резиденцией Кнессета будут расширены более чем в 2,5 раза по сравнению с существующими площадями. Помимо строительства около 35 новых комнат для 20 новых депутатов Кнессета, нескольких переговорных комнат, около 4 комплексов для уставных комиссий, около 6 комплексов для обычных комиссий, которые будут заниматься уникальными вопросами и добавления нескольких десятков парковок пространства. В первоначальном плане была идея построить жилой комплекс для депутатов Кнессета, проживающих не в Иерусалиме и не в районе здания Кнессета, комплекс должен был содержать около 30 жилых квартир, каждая площадью около 45 квадратных метров, но в итоге часть жилого комплекса была снята с плана.Против этого плана подали возражения более 4000 граждан.
В области транспорта есть план, что одна из станций жёлтой линии легкорельсового транспорта в Иерусалиме пройдет мимо входа в резиденцию Кнессета и соединит её с Верховным судом, Международным конференц-центром и рынком Махане-Иегуда, этот план был утвержден в том же месяце.

## Строение резиденции и её помещений

### Вход в комплекс и площадь Кнессета
Резиденция Кнессета расположена на ответвлении Гиват-Рам, где входы в неё почти все с севера. Главный вход (называемый входом «Этрог») находится с площади для церемоний и расположен на четвёртом этаже здания. У входа на церемониальную площадь раньше стояли железные ворота, посвященные памяти жертв Холокоста. Во время ремонта, проведенного в здании в 2007 году, железные ворота были выведены из эксплуатации и заменены защитным стеклом. Первоначальные ворота теперь расположены вверх по улице, ведущей к главному входу, а рядом с ними стоит статуя Неопалимой купины, которая когда-то стояла у входа в здание резиденции.
Перед входом, за пределами комплекса, находится менора Кнессета в форме меноры с семью рожками, спроектированная англо-еврейским скульптором Бенно Элканом на пожертвование, сделанное британски парламентом. Площадь Кнессета у входа в резиденцию используется для официальных церемоний. Рядом с главным входом находится кенотаф в память о мучениках израильской системы, выполненный художником Зелигом Сегалом (2007 г.), в котором всегда горит огонь. Входные двери в Кнессет называются «Ворота племен» и покрыты бронзой.
Четвёртый этаж включает в себя переход к трибуне высокопоставленных лиц и трибуне для прессы, гостиной Шагала и галерее депутатов Кнессета, получивших премию Израиля. Также есть пятый этаж, над входным этажом. В прошлом здесь располагались помещения фракций, а сегодня здесь находятся офисы некоторых департаментов Кнессета.

#### Гостиная Шагала
Зал Шагала — место, где проходят официальные мероприятия Кнессета. Он украшен произведениями искусства, созданными еврейским художником Марком Шагалом: тремя гигантскими настенными панно, изображающими историю еврейского народа, мозаичными украшениями, разбросанными по полу зала, и большой мозаичной стеной, изображающей еврейские элементы.
В холле есть лестница, ведущая ко входу в кабинет председателя Кнессета, а оттуда — к залу пленарного заседания Кнессета. Кроме того, из прихожей можно попасть в общественную галерею и на пятый этаж, где в прошлом располагались комнаты фракций, а сегодня находятся офисы различных отделов Кнессета.

### Пленарный зал

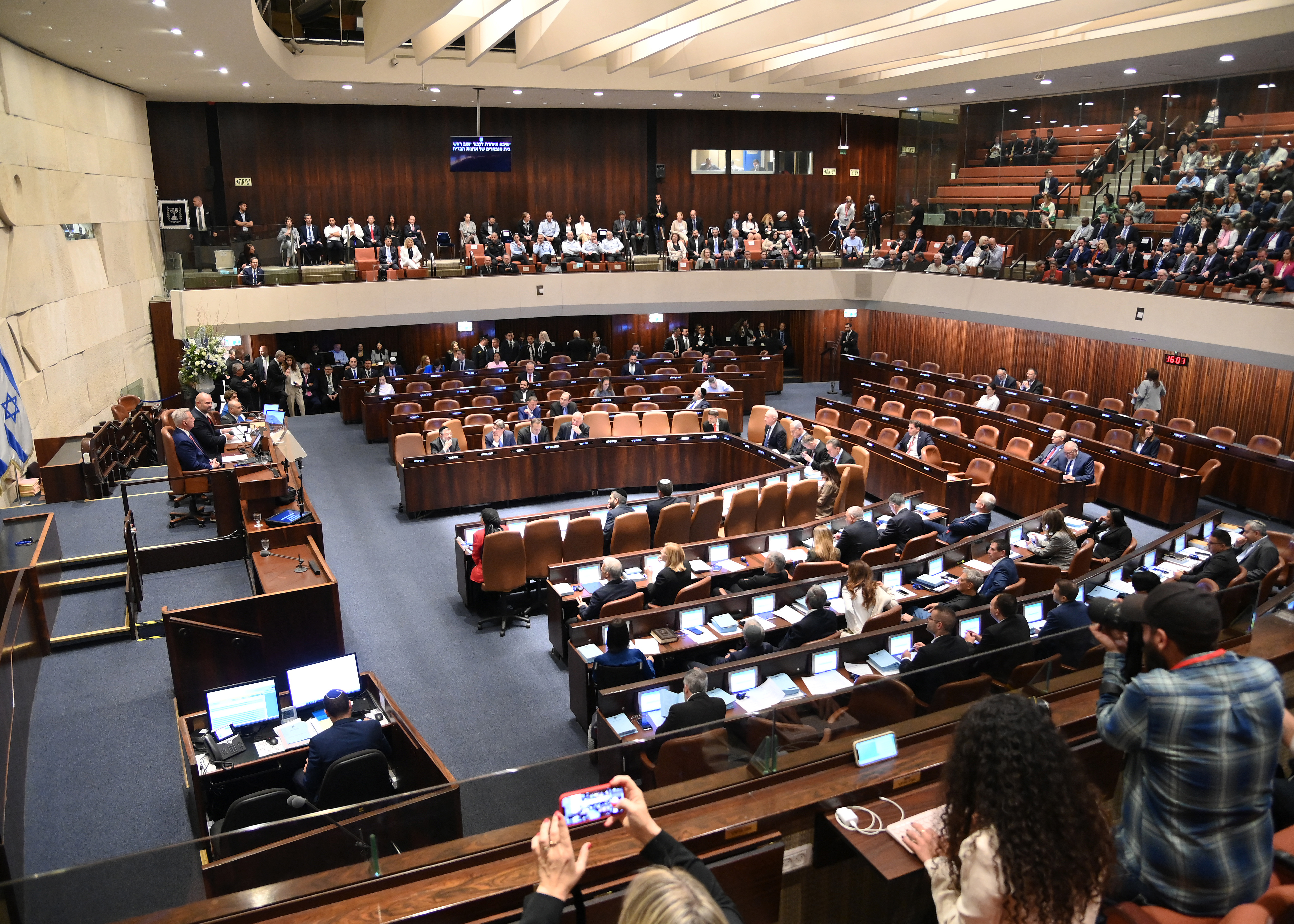
Пленарный зал заседаний Кнессета

Зал пленарных заседаний Кнессета — это место, где члены Кнессета собираются на пленарные заседания, расположенный на третьем этаже. В зале 116 мест для депутатов Кнессета (помимо мест вокруг правительственного стола), все они расположены в форме меноры в четыре ряда. Во главе зала возвышается президентская трибуна, откуда ведутся дебаты. В ней сидят председатель заседания, секретарь Кнессета и его заместитель, а также два стенографиста, а кроме того, там находится центральная трибуна председателя Кнессета. Южная стена зала пленарных заседаний была спроектирована Дани Караваном. Каждый депутат Кнессета имеет постоянное место в пленарном зале, отмеченное его именем. Члены коалиции сидят слева от председательской трибуны, а члены оппозиции — справа. Члены правительства сидят за самым внутренним столом, а место премьер-министра обращено к председателю Кнессета. На месте каждого депутата Кнессета находится компьютеризированная система, используемая для электронного голосования. В четырёх углах зала установлены микрофоны, позволяющие говорить с разрешения председателя заседания в кочестве «комментариев со стороны». В правом и левом вестибюлях зала расположены кабинеты помощников депутатов Кнессета и лидеров фракций.
Пленарный зал имеет пять входов, все из широкого коридора, известного как «Подкова», потому что он окружает зал с трех сторон. Подкова — это место, где члены Кнессета могут встречаться индивидуально и конфиденциально, поскольку доступ к нему ограничен только членами Кнессета и уполномоченными лицами. В Подкове есть небольшая комната для курения, телевизоры и кресла для совещаний.
Буфеты также расположены на третьем этаже: буфет депутатов Кнессета, предназначенный для депутатов Кнессета и приглашенных ими и расположенный рядом с залом пленарных заседаний, и общий буфет Кнессета, где могут обедать все кто находится в резиденции. На этом же этаже расположены кабинет председателя Кнессета, библиотека Кнессета и клиника Кнессета. На этом этаже находится главный вход в переднее крыло.

### Правительственный этаж
Второй этаж здания Кнессета в основном используется членами правительства, и здесь находятся парламентские кабинеты министров. Главный вход в него также со стороны лестницы, которая начинается у входа коалиции в пленум Кнессета. Перед лестницей находится кабинет премьер-министра, а рядом с ним специальная комната для заседаний правительства, где проводятся специальные мероприятия. На полу работа «Песнь славы Иерусалиму» художника Моше Кастеля.

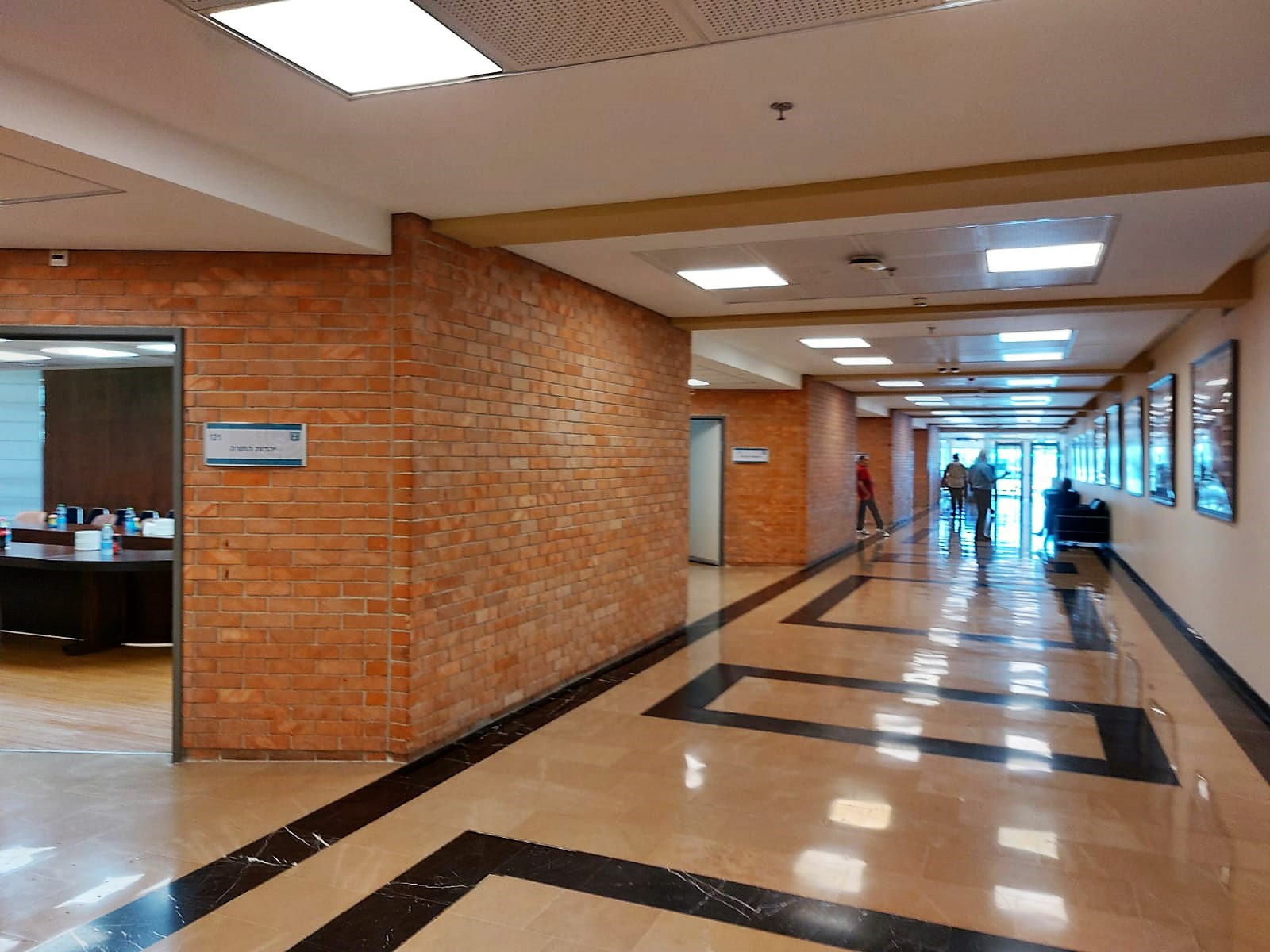
Главный коридор на этаже фракций

### Этаж фракций
Первый этаж ранее использовался комиссиями Кнессета, но после ремонта резиденции в 2007 году комиссии переехали в переднее крыло, а фракции разместились на первом этаже. Этаж характеризуется стеной из красного кирпича, протянувшейся по всей его длине. Синагога и мечеть Кнессета и помещения для прессы также расположены на этом этаже. В главном коридоре — галерея «циклофото» со всеми поступлениями от Временного Государственного Совета до наших дней. Отсюда можно добраться до южного здания.

### Новые здания

#### Южное здание
В здании, строительство которого было завершено в 1992 году, расположены 48 офисов для депутатов Кнессета. Кроме того, имеется зрительный зал на 330 мест, предназначенный для проведения мероприятий. Центральная деревянная стена в зрительном зале была спроектирована художником Дани Караваном, который также спроектировал каменную стену в зале пленарных заседаний.

#### Переднее здание
Переднее здание является самым новым из крыльев здания Кнессета, и его строительство было завершено в 2008 году. Когда оно было открыто, площадь здания вдвое превышала общую площадь участка резиденции. Здание имеет три этажа над землей и ещё один этаж под землей. В нём много внутренних двориков, в некоторых из которых выставлены археологические находки со всей страны.

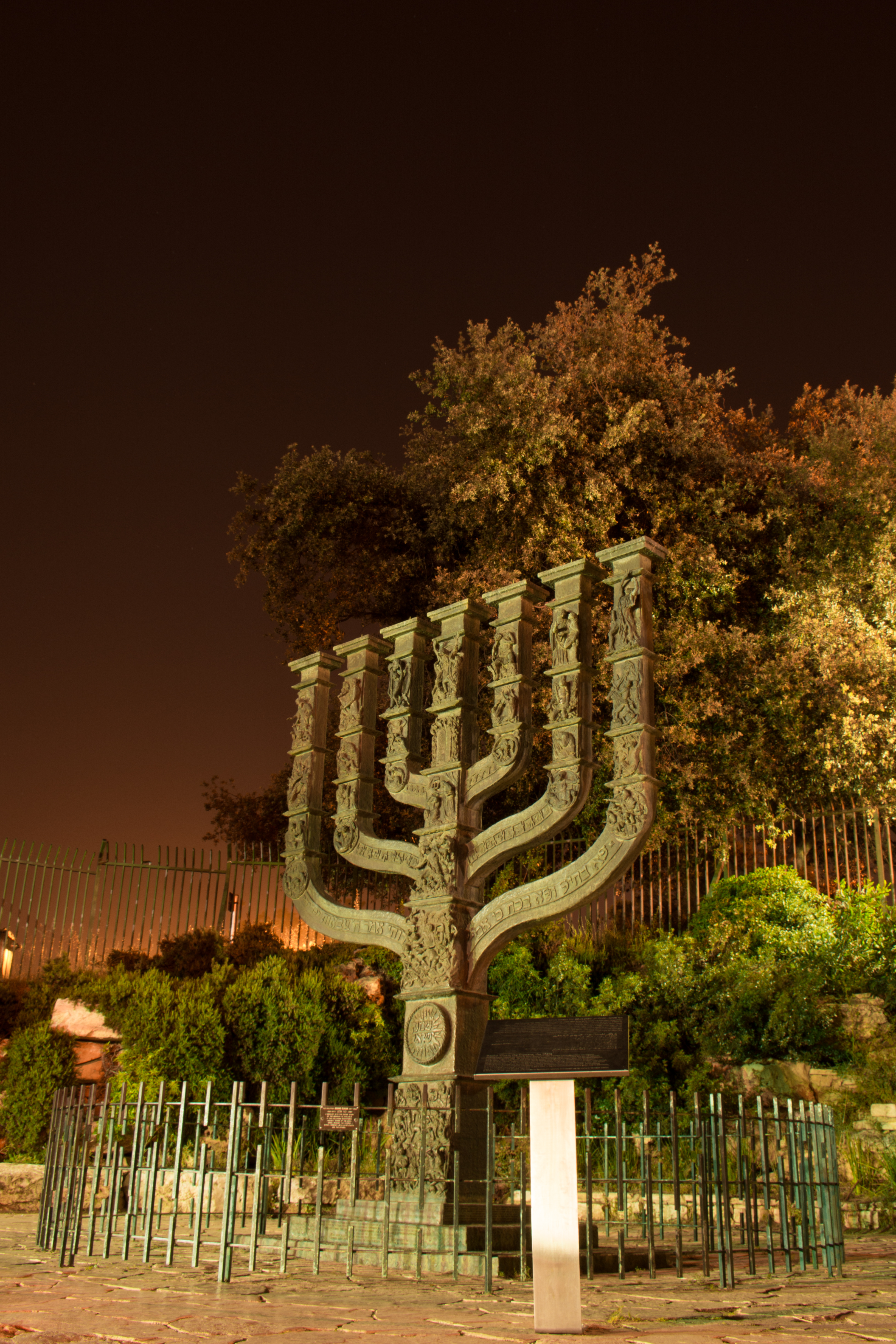
Менора Кнессета

В здании расположены комиссии Кнессета, каждый в отдельном зале, оснащенном техникой, которой не было в старых залах: микрофонами, проектором и экраном, а также камерами для трансляции дебатов. Рядом с залом каждой комиссии находится комната председателя комиссии. Кроме того, во здании были построены 49 кабинетов для депутатов Кнессета разного размера, место для курения для широкой публики и молочный буфет. В здании расположены офисы большинства департаментов Кнессета, а также спортзал, архивы Кнессета, студии канала Кнессета и даже почтовое отделение Кнессета (которое будет закрыто в апреле 2023 года).

## Менора Кнессета
Менора Кнессета представляет собой бронзовый монумент высотой около пяти метров, стоящий на краю Розового сада перед резиденцией Кнессета. Менора была подарена британским парламентом как дань уважения молодому государству Израиль в 1956 году и является работой Бенно Элькана, еврейско-британского художника немецкого происхождения. На меноре изображены около тридцати событий, фраз, фигур и понятий, которые являются основополагающими в истории народа Израиля, и считается наглядным «учебником» еврейской истории для поколений.
Менора была открыта в 1956 году в «Саду Меноры» недалеко от Бейт-Фромина в центре Иерусалима. В 1966 году менора отправилась вместе с Кнессетом в новую резиденцию в Гиват-Рам.

## Вертолётная площадка

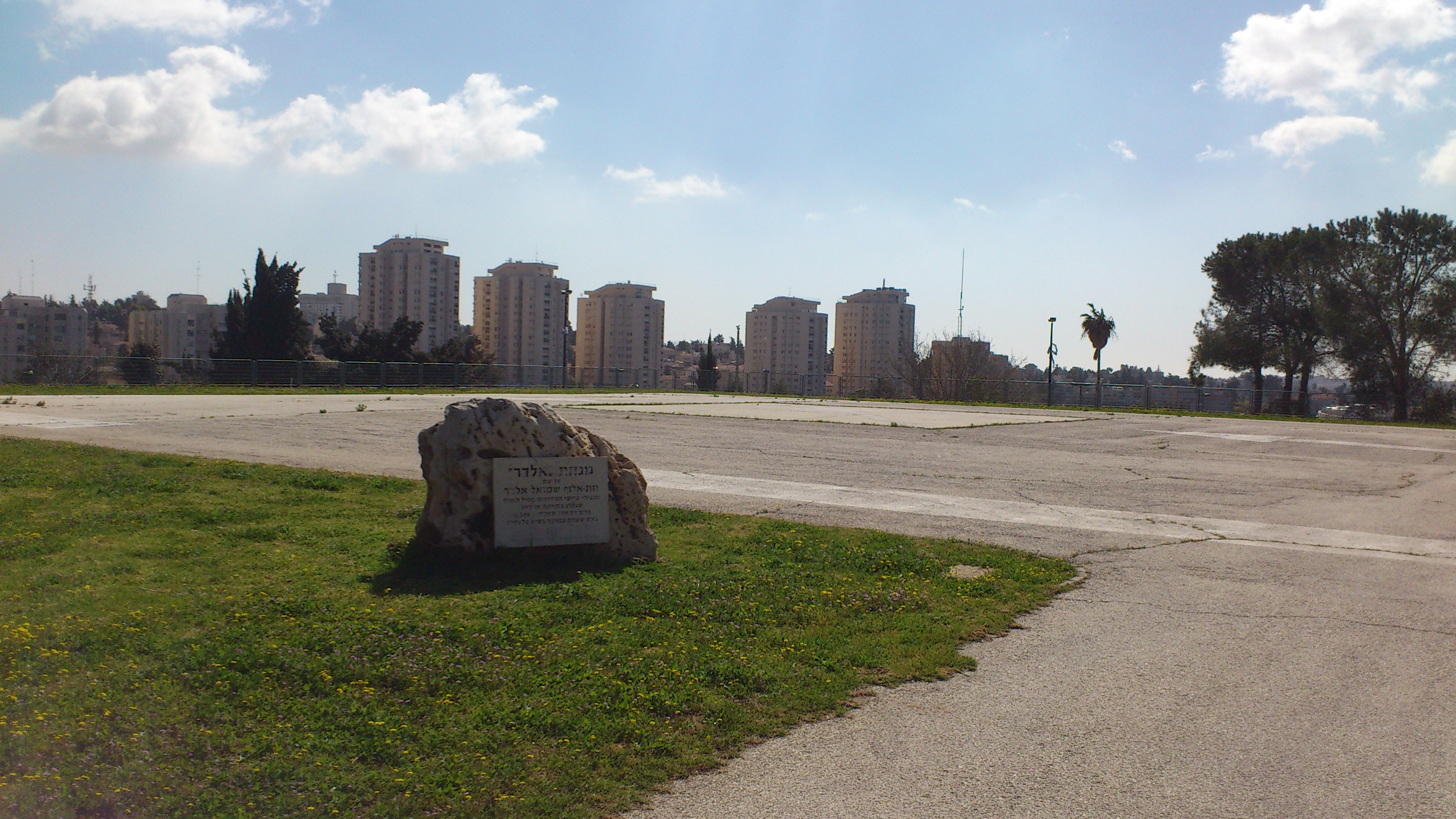
Вертолётная площадка Кнессета имени Шмуэля Эльдара

Рядом со зданием Кнессета, на восточной стороне розового сада Валь, находится вертолётная площадка, которая время от времени обслуживает Кнессет. Вертолётная площадка названа в честь бригадного генерала Шмуэля Эльдара.